# 軍事事務變革
軍事事務變革（英語：Revolution in Military Affairs）亦譯「新軍事革命」，在中華人民共和國也称為「有中國特色的軍事變革」、「軍事變革」、「軍事上的革命」、「軍事革命」、「戰爭革命」、「軍事轉型」、「新軍事變革」等，並不是中文使用者常指的「革命」，而是專指對未來軍事技術等要件發生重要轉型的概念，如同工業革命的語意一樣。
中華民國國軍的《國軍軍語釋要》中，將其解釋為：「係指透過先進的技術和武器系統，與創新的軍事學說和部隊的編制，構成及時、正確地結合在一起，從而使軍隊作戰效能得以成級數地提高。」；而中國人民解放軍將其解釋為：「是指由科學技術進步而推動武器裝備的演進，進而引起軍隊編成、作戰方式、軍事理論等方面逐步發生根本性變化，最終導致整個軍事形態發生質變的特殊社會現象。」

## 詞源歷史
最早的「軍事革命」(Military Revolution)一詞，是麥克·羅勃茲(1908-1996)於1955年在貝爾法斯特女王大學，以「西元1560至1660年間之軍事革命」為題發表就職演說中，首度引介了「軍事革命」的概念，後為西方學者普遍接受及採用，但此期間，學者們研究的主題在於西元16、17世紀的軍事革命，甚至對是否存在過「軍事革命」這個概念也曾發生過爭論；其後，軍史學家轉為研究18世紀的軍事革命，如軍事組織的改革，戰術的創新與變化，及其對軍事史的影響等。
1985年，尼古拉·瓦西里耶维奇·奥加尔科夫(1917-1994)發表了《History Teaches Vigilance》一書，將自己過去於1979-1984年間的軍事理論文章集結出版，當中預先提到了「軍事技術革命」(Military Technical Revolution, MTR)的概念。
波灣戰爭後，美國對軍事技術革命提出了廣泛的討論。1993年3月，美國戰略與國際研究中心在其最後一份報告中提到了軍事技術革命的重要性；同年，威廉·歐頓將軍(1932-2008)在其著作《America’s Military Revolution》(美國軍事革命)也提到了此一詞彙；之後美國國防部理论评估办公室主任安德鲁·马歇尔創設新的詞義：「Revolution in Military Affairs」，即為今日所謂的軍事事務革新。

## 構成要件
1. 技術的發展：軍事相關技術研發到一定程度。
2. 作戰準則的演進：擬訂出能將新開發的系統、程序和新技術加以整合的作戰準則。
3. 組織結構的調整：官僚部門能接受軍事組織的變化。

## 西方論說的變革史
- 古代開始使用的鉗形攻勢
- 14世紀的步兵革命（Infantry Revolution）：長弓
- 15世紀的火藥革命（Gunpowder Revolution）：步槍及火砲
- 16世紀的堡壘革命（Fortress Revolution）：新型防禦工事
- 17世紀荷蘭、瑞典的戰術改革：線式作戰
- 17-18世紀的海上作戰革命（Sea Warfare Revolution）：風帆船艦與艦砲
- 18世紀的法國大革命：拿破崙革命（Napoleonic Revolution）軍事總動員作戰
- 19世紀的地面作戰革命（Land Warfare Revolution）：鐵路與電報
- 19世紀後期的海軍革命（Naval Revolution）：渦輪引擎、長射程線膛砲裝備的金屬殼船艦
- 20世紀的第一次世界大戰、第二次世界大戰：發展出聯合兵種協同作戰、擴張戰果戰術、戰略轟炸、無限制潛艦作戰、航艦作戰、兩棲作戰、跳島戰術
- 冷戰時期：核武革命（Nuclear Weapon Revolution）：核子武器、相互保證毀滅
- 現在：資訊革命(Information Revolution)：資訊科技

## 推行軍事事務變革的軍隊
如美軍：要求幹部閱讀《孫子兵法》的英文翻譯本。其他的有中國人民解放軍、加拿大，英國，荷蘭，瑞典，澳大利亞，紐西蘭，南非，新加坡，中華民國國軍，印度，俄羅斯和德國等，但受限於國防預算，只有幾個軍事力強大的軍隊厲行，因為全面軍事變革的成本太過昂貴。

## 中国人民解放军軍事事務變革的目標

### 初期階段(1990-2020年)
1. 原有軍事體系的改革和改造
2. 發展新的武器裝備
3. 創造新的軍事理論
4. 造就新的體制編制
5. 研創新的作戰方法
6. 此一階段，以新軍事技術革命為主導

### 高級階段(2020-2050年)
1. 整合初級階段形成之各個新的軍事要素
2. 構建真正反映時代特色、技術發展和軍事需求之新的軍事體系
3. 用新的軍事體系取代原有的軍事體系，實現軍事領域的整體性革命
4. 此一階段，以軍事學說革命為主導

### 完結階段(2050年以後)
1. 軍隊編制構成系統發生全面性變革
2. 軍事系統的組織、結構和制度脫胎換骨
3. 軍事活動方式也根本改變
4. 此一階段，以編制構成革命為主導